# Llibres històrics

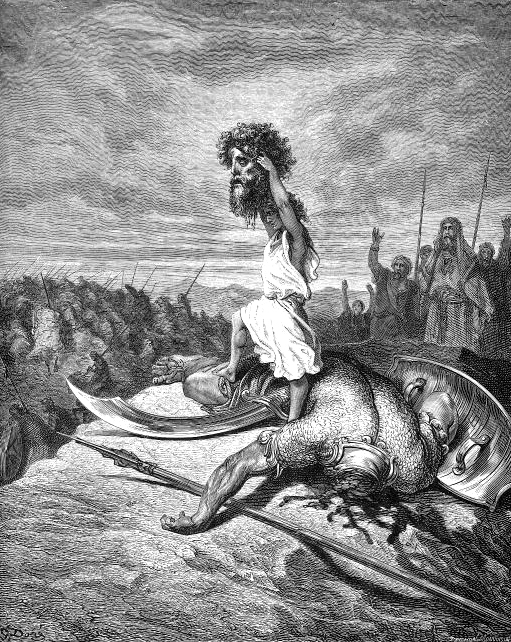
Episodi dels Llibres històrics.

Els Llibres històrics de la Bíblia són una col·lecció de textos situats després del Pentateuc i abans dels Llibres sapiencials. Les narracions comprenen un període de l'antiguitat d'onze segles. Foren escrits en hebreu excepte algunes parts en arameu del Llibre d'Esdres i del Llibre de Jeremies, i els llibres dels Macabeus, escrits en grec.

## Període explicat
Expliquen la història de la humanitat i el poble dels jueus des de la mort de Moisès fins a la rebel·lió dels macabeus contra els grecs. En línies generals, inclouen el període entre el 1240 aC i el 173 aC. Des de la conquesta de la Terra Promesa pels hebreus fins a la lluita contra Grècia, s'hi expliquen grans conflictes com la guerra contra Assíria, la invasió dels babilonis de Nabucodonosor II, la creixent importància dels jutges com Rut i Samsó i el període monàrquic representat tant pel rei Saül com pels seus successors David i Salomó d'Israel.

## Llibres de la col·lecció
Els llibres històrics de la Bíblia són 16. Incluen el Llibre de Josuè, Llibre dels Jutges, Llibre de Rut, Primer de Samuel Segon de Samuel, Primer dels Reis, Segon dels Reis, Primer de les Cròniques, Segon de les Cròniques, Llibre d'Esdres, Llibre de Nehemies, Llibre de Tobies, Llibre de Judit, Llibre d'Ester, Primer de Macabeus i Segon de Macabeus.

## Canonicitat
Es conserven la majoria de les versions en hebreu i arameu dels llibres que els catòlics, els protestants i els jueus consideren canònics. Els textos només conserven la versió grega són considerats canònics pels catòlics, mentre que els jueus i els protestants els consideren apòcrifes. És el cas del Llibre de Judit, Llibre de Tobies i algunes parts del Llibre d'Ester, pel que fa als Llibres històrics.